# شهرستان بایاوت
ناحیهٔ بایاوت (به ازبکی: Bayaut District) یک منطقهٔ مسکونی در ازبکستان است که در ولایت سیردریا واقع شده‌است. ناحیه بایاوت ۴۳۵ کیلومتر مربع مساحت و ۸۰٬۲۰۰ نفر جمعیت دارد.